# Kathrin Bringmann
Kathrin Bringmann (Münster, 8 de maio de 1977) é uma matemática alemã, especialista em teoria dos números e formas modulares.
Bringmann estudou matemática e teologia na Universidade de Würzburgo, concluindo o Staatsexamen em 2002 com um diploma em matemática em 2003. Obteve um doutorado em 2004 na Universidade de Heidelberg, orientada por Winfried Kohnen, com a tese Applications of Poincaré Series on Jacobi Groups. De 2004 a 2007 foi professora assistente na Universidade de Wisconsin-Madison com Ken Ono, depois na Universidade de Minnesota e desde 2008 é professora na Universidade de Colônia.
Recebeu o Prêmio SASTRA Ramanujan de 2009.

## Publicações selecionadas
- com Ono: The f(q) mock theta function conjecture and partition ranks. Invent. Math. 165 (2006), no. 2, 243–266.
- com Ono: Arithmetic properties of coefficients of half-integral weight Maass-Poincaré series. Math. Ann. 337 (2007), no. 3, 591–612.
- com Ono: Dyson's ranks and Maass forms. Ann. of Math. (2) 171 (2010), no. 1, 419–449.
- com Mahlburg: An extension of the Hardy-Ramanujan circle method and applications to partitions without sequences. Amer. J. Math. 133 (2011), no. 4, 1151–1178.
- com Guerzhoy, Kent, Ono: Eichler-Shimura theory for mock modular forms. Math. Ann. 355 (2013), no. 3, 1085–1121.